# استمر في الحلم (أغنية إيروسميث)

استمر في الحلم (بالإنجليزية: Dream On) أغنية لفريق إيروسميث من ألبومهم الأول لعام 1973، الذي يحمل عنوان «إيروسميث». كانت هذه الأغنية، التي كتبها المغني الرئيسي ستيفن تايلر، أول أغنية ناجحة لهم وأصبحت من أهم أغاني موسيقى الروك الإذاعية. صدرت الأغنية في يونيو 1973، وبلغت ذروتها في المرتبة 59 على قائمة بيلبورد هوت 100، ولكنها حققت نجاحاً كبيراً في بوسطن، مسقط رأس الفريق. كانت نسخة الألبوم مدتها 4:28 دقيقة، وكانت الأغنية المنفردة مدتها 3:25 دقيقة، وأعيد اصدارها مرة أخرى في وقت متأخر من عام 1975، وظهرت في المرتبة 81 على قائمة بيلبورد هوت 100 في 10 يناير 1976، وصعدت لمنطقة أفضل 40 أغنية في 14 فبراير، وبلغت ذروتها في المرتبة 6 في 10 أبريل. تم بثها على 40 محطة إذاعية بإصدارات طويلة وقصيرة من الأغنية.

## طاقم العزف والتسجيل
ستيفن تايلر: غناء، وهاربسيكورد بيانو كهربائي، وميلوترون (آلة موسيقية كهربائية ميكانيكية).
جو بيري: جيتار
براد ويتفورد: جيتار
توم هاميلتون:  جيتار باس
جوي كرامر: طبول

## تقدير الأغنية
تصنفت الأغنية كواحدة من 500 أغنية في قاعة مشاهير الروك أند رول شكلت قائمة موسيقى الروك أند رول.
تم تصنيفها أيضًا في المرتبة رقم 173 في قائمة رولينج ستون لأعظم 500 أغنية في كل العصور.
حصلت على الجائزة الفضية في المملكة المتحدة لمبيعات تفوق 250 الف نسخة.
قدم عدد 69 فنان نسخ مختلفة للأغنية.

## كلمات الأغنية
في كل مرة عندما أنظر في المرآة Every time when I look in the mirror
كل هذه الخطوط على وجهي تصبح أكثر وضوحاً All these lines on my face getting clearer
رحل الماضي The past is gone
مر، مثل الغسق حتى الفجر It went by, like dusk to dawn
أليس هذا هو الطريق Isn't that the way
على الجميع دفع مستحقات الحياة Everybody's got the dues in life to pay
بلى Yeah
أعرف أن لا أحد يعرف I know nobody knows
أين تأتي وأين تذهب Where it comes and where it goes
أعلم أن الجميع يخطئون I know it's everybody sin
عليك أن تخسر لتعرف كيف تربح You got to lose to know how to win
نصف حياتي في الكتب والصفحات المكتوبة Half my life's in books, written pages
عش وتعلم من الحمقى و Live and learn from fools and
من الحكماء From sages
أنت تعلم أنه صحيح، أوه You know it's true, oh
كل ذلك يعود إليك All the come back to you
غني معي، غني لمدة عام Sing with me, sing for a year
غنوا للضحك، وغنوا لدموعي Sing for the laughter, and sing for my tear
غني معي، إذا كان هذا لليوم فقط Sing with me, if it's just for today
ربما غداً الرب الكريم سيأخذك لبعيد Maybe tomorrow, the good Lord will take you away
أجل، غني معي، غني للعام Yeah, sing with me, sing for the year
غنوا للضحك، وغنوا للدموع Sing for the laughter, and sing for the tear
غنيها معي، إذا كان هذا لليوم فقط Sing it with me, if it's just for today
ربما غداً الرب الكريم سيأخذك لبعيد Maybe tomorrow, the good Lord will take you away
استمر في الحلم Dream on
احلم إلى ان يتحقق الحلم Dream until your dream come true
استمر في الحلم Dream on
غني معي، غني للعام Sing with me, sing for the year
غنوا للضحك، وغنوا للدموع Sing for the laughter, and sing for the tear
غني معي، إذا كان لهذا اليوم فقط Sing with me, if it's just for today
ربما غداً الرب الكريم سيأخذك لبعيد Maybe tomorrow, the good Lord will take you away
غني معي، غني لعام Sing with me, sing for the year
غنوا للضحك، وغنوا للدموع Sing for the laughter, and sing for the tear
غنيها معي، إذا كان لهذا اليوم فقط Sing it with me, if it's just for today
ربما غداً الرب الكريم سيأخذك لبعيد Maybe tomorrow, the good Lord will take you away

## وصلات خارجية
https://www.songfacts.com/facts/aerosmith/dream-on استمر في الحلم (أغنية إيروسميث)
https://secondhandsongs.com/performance/367 استمر في الحلم (أغنية إيروسميث)
https://www.aerosmith.com/ استمر في الحلم (أغنية إيروسميث)